# Герман Троціґ
Герман Мартімер Троціґ (25 жовтня 1832 – 18 липня 1919) - один із очільників органів самоврядування поселення чужоземців у Кобе в період Мейдзі. Уродженець Стокгольма часів Шведсько-норвезької унії. Його прадід, Мортен Троціґ, був мером Стокгольма. 1908 року нагороджений орденом Вранішнього Сонця з золотими та срібними променями 5-го ступеня, а 1914-го — орденом Священного скарбу 4-го ступеня.

## Життєпис
Герман Троціґ народився 25 жовтня 1832 року в Стокгольмі (Шведсько-норвезька унія). 1859 року на британському пароплаві England він прибув до Нагасакі (Японія). Там Троціґ влаштувався на роботу в Arnold Groom Co.. Далі став працівником Glover & Co., яка поглинула його попередню фірму.
1868 року він прибув до поселення чужоземців у Кобе, щоб відкрити там філію Glover & Co.. 1872 року його призначили головою виконавчого комітету поселення (виконавчої гілки влади в органах місцевого самоврядування). На цій посаді він перебував до повернення поселення Японії. Після вступу на цю посаду прийняв німецьке громадянство. 1874 року створено поліційну дільницю поселення, і Троціґ одночасно став її начальником. Після повернення поселення Японії його найняла на роботу префектура Хіого. Працював радником поліції префектури в колишньому поліційному відділку поселення, який тепер став поліційним відділком району Акасі-маті, де мешкав на другому поверсі. 1908 року нагороджений орденом Вранішнього Сонця з золотими та срібними променями 5-го ступеня. Герман Троціґ помер 1919 року в доччиному домі в Токіо. Похований на Муніципальному чужоземному цвинтарі Кобе.